# جيفوكيزوماب
جيفوكيزوماب هو جسم مضاد وحيد النسيلة مأنسن لعلاج السكري وبعض الأمراض الالتهاببية.
طورت جيفوكيزوماب شركة اسمها:  XOMA US LLC.